# Агрела (Фафе)
Агрела (порт. Agrela; МФА: [ɐ.ˈgɾe.ɫɐ]) — парафія в Португалії, у муніципалітеті Фафе. Розташована в північно-західній частині країни, на теренах історичної португальської провінції Дору-Міню. Входить до складу округу Брага. За адміністративним поділом, чинним до 1976 року, терени парафії були складовою провінції Міню. Належить до Бразької архідіоцезії Католицької церкви. Патрон — свята Христина. Площа — 1,4276 км². Населення — 184 ос. (2011). Слабо урбанізований регіон. Густота населення — 128,89 осіб/км²
. Код — 030702.

## Населення
| Кількість мешканців | Кількість мешканців | Кількість мешканців | Кількість мешканців | Кількість мешканців | Кількість мешканців | Кількість мешканців | Кількість мешканців | Кількість мешканців | Кількість мешканців | Кількість мешканців | Кількість мешканців | Кількість мешканців | Кількість мешканців | Кількість мешканців |
| ------------------- | ------------------- | ------------------- | ------------------- | ------------------- | ------------------- | ------------------- | ------------------- | ------------------- | ------------------- | ------------------- | ------------------- | ------------------- | ------------------- | ------------------- |
| 1864                | 1878                | 1890                | 1900                | 1911                | 1920                | 1930                | 1940                | 1950                | 1960                | 1970                | 1981                | 1991                | 2001                | 2011                |
| 290                 | 289                 | 288                 | 318                 | 318                 | 290                 | 345                 | 376                 | 402                 | 396                 | 338                 | 367                 | 339                 | 271                 | 187                 |